# Giorgio Costantini (attore)
Giorgio Costantini (San Michele al Tagliamento, 6 aprile 1911 – Roma, 1º marzo 1997) è stato un attore e sceneggiatore italiano.

## Biografia
Esordisce giovanissimo nel teatro di prosa nella compagnia di Renzo Ricci-Laura Adani. Nel cinema è interprete di numerosi film in ruoli quasi sempre di attore di secondo piano. L'unico ruolo che lo vede come protagonista è il film Capitan Fracassa di Duilio Coletti del 1940. 
Lavora inoltre a varie stesure come sceneggiatore.

## Filmografia

### Cinema
- Ballo al castello, regia di Max Neufeld (1939)
- Troppo tardi t'ho conosciuta, regia di Emanuele Caracciolo (1940)
- Cuori nella tormenta, regia di Carlo Campogalliani (1940)
- Capitan Fracassa, regia di Duilio Coletti (1940)
- Piccolo mondo antico, regia di Mario Soldati (1941)
- La compagnia della teppa, regia di Corrado D'Errico (1941)
- Il bravo di Venezia, regia di Carlo Campogalliani (1941)
- Il vetturale del San Gottardo, regia di Hans Hinrich e Ivo Illuminati (1941)
- Tentazione, regia di Aldo Frosi e Hans Hinrich (1942)
- Catene invisibili, regia di Mario Mattoli (1942)
- Bengasi, regia di Augusto Genina (1942)
- Don Giovanni, regia di Dino Falconi (1942)
- Musica proibita, regia di Carlo Campogalliani (1942)
- Una piccola moglie, regia di Giorgio Bianchi (1943)
- La fornarina, regia di Enrico Guazzoni (1944)
- Un mese d'onestà, regia di Domenico Gambino (1948)
- Fifa e arena, regia di Mario Mattoli (1948)
- Giudicatemi, regia di Giorgio Cristallini (1948)
- Se fossi deputato, regia di Giorgio Simonelli (1949)
- Cavalcata d'eroi, regia di Mario Costa (1950)
- Le sei mogli di Barbablù, regia di Carlo Ludovico Bragaglia (1950)
- Mater Dei, regia di Emilio Cordero (1950)
- Piume al vento, regia di Ugo Amadoro (1951)
- Quattro rose rosse, regia di Nunzio Malasomma (1951)
- Il sogno di Zorro, regia di Mario Soldati (1952)
- I tre corsari, regia di Mario Soldati (1952)
- Non ho paura di vivere, regia di Fabrizio Taglioni (1952)
- La favorita, regia di Cesare Barlacchi (1952)
- Il tallone di Achille, regia di Mario Amendola e Ruggero Maccari (1952)
- Viva la rivista!, regia di Enzo Trapani (1953)
- La mano dello straniero, regia di Mario Soldati (1954)
- Questa è la vita, regia di Aldo Fabrizi, Giorgio Pastina, Mario Soldati e Luigi Zampa (1954)
- I cinque dell'Adamello, regia di Pino Mercanti (1954)
- La catena dell'odio, regia di Piero Costa (1955)
- Guerra e pace (War and Peace), regia di King Vidor (1956)
- Una voce, una chitarra, un po' di luna, regia di Giacomo Gentilomo (1956)
- Sigfrido, regia di Giacomo Gentilomo (1957)
- La trovatella di Pompei, regia di Giacomo Gentilomo (1957)
- La congiura dei Borgia, regia di Antonio Racioppi (1959)
- Il figlio del corsaro rosso, regia di Primo Zeglio (1959)
- L'uomo mascherato contro i pirati, regia di Vertunnio De Angelis (1964)

## Doppiatori italiani
- Emilio Cigoli in Piccolo mondo antico, Sigfrido, La trovatella di Pompei
- Augusto Marcacci in La fornarina
- Giulio Panicali in Mater Dei